# Моран, Поль
Поль Моран (фр. Paul Morand, 13 марта 1888, Париж — 23 июля 1976, там же) — французский писатель и дипломат, один из самых модных беллетристов и эссеистов 1930-х гг.

## Биография
Внук гравёра Адольфа Петровича Морана (ум. 1904), основавшего в 1849 году в Петербурге бронзово-литейную фабрику на Малой Болотной (позднее товарищество «А. Морана преемники»). По некоторым сведениям, родился в России. Обосновавшись в Париже, его отец стал крупным чиновником от культуры, в доме которого бывали известные писатели и художники.
Поль учился в престижных парижских лицеях, окончил Институт политических исследований, также учился в Оксфорде, часто жил в Англии и в Италии, был своим в кругу аристократов.
В 1913—1926 гг. состоял на дипломатической службе.
По мнению знавших его людей, отличался безупречностью манер, был близко знаком с Прустом, знал Кокто, дружил с Шанель и Жироду.
Начинал стихами (1919), но получил первую известность, издав в 1921 году сборник новелл «Запасы нежности» с предисловием Марселя Пруста (позже сборник перевел на английский Эзра Паунд). Занимался журналистикой, курировал серию «Возрождение новеллы» в издательстве «Галлимар». Много путешествовал по разным континентам.
По возвращении из России издал в 1928 г. антисоветскую книгу «Я жгу Москву», где одной из главных мишеней был Владимир Маяковский.
В 1942 году вишистское правительство назначило его послом Франции в Румынии.
В 1944 году, с приближением советских войск, Морана перевели в Швейцарию, где он и встретил освобождение Франции и где, при негативном отношении к нему де Голля, провел в изгнании 12 лет.
Тем не менее в 1968 году он был избран членом Французской академии, чему много лет мешало его коллаборационистское прошлое и легкомысленные, на грани скабрёзности, мотивы некоторых книг.
Прах умершего и кремированного писателя, согласно завещанию, был смешан с прахом его жены на кладбище в её родном городе Триест.

## Творчество
Моран — автор ярких по стилю, полных иронии новелл, романов, путевых записок, мемуаров и портретов писателей, газетной и журнальной хроники.
По характеристике Краткой литературной энциклопедии, «со вкусом описывал фантастические приключения эстетизированного им мирка крупных предпринимателей и аферистов, беспринципных космополитов и хищных прожигательниц жизни». В короткой прозе преобладают мотивы колониальной экзотики.
Проза Морана 1920-х — 1930-х годов повлияла на творчество писателей группы «Les Hussards» /фр.: «Гусары»/ (Роже Нимье, Антуан Блонден, Франсуа Нурисье и др.), которая противопоставляла себя экзистенциалистам.
Ряд вещей Морана были в эти же годы экранизированы, в том числе Ж. Эпштейном.
По его сценарию Пабст снял в 1933 году фильм «Дон-Кихот» с Фёдором Шаляпиным в заглавной роли; по нескольким романам были сняты художественные и телевизионные фильмы в 1970-е, 1980-е и 2000-е годы.

### Новеллы и романы
- Tendres Stocks, 3 nouvelles (N.R.F., 1921, 1924)
- Ouvert la Nuit, 6 nouvelles (N.R.F., 1922, 1923, 1924, 1927, édition Populaire, 1951)
- Fermé la Nuit, 4 nouvelles (N.R.F., 1923 et 1935)
- Lewis et Irène, roman (Grasset, 1924, Émile-Paul, 1925, 1926)
- La Fleur Double (Émile-Paul, 1924)
- Les Amis Nouveaux (Au Sans-Pareil, 1924)
- Les Plaisirs Rhénans (Dusseldorf, librairie Léocadia, s.d)
- Mr. U (Édition des cahiers libres 1927)
- Milady (1927)
- East India and Company, 12 nouvelles (New-York, 1927, на англ. яз.)
- À la Frégate, nouvelles (Paris, Les Éditions du Portique, 1930)
- Les rois du jour — Flèche d’Orient, nouvelle (N.R.F., 1932);
- Rococo, nouvelles (Grasset, 1933)
- France-la-doulce (N.R.F., 1934)
- Je brûle Moscou (Flammarion, 1934; переведен на русский Вл. Марамзиным)
- Les Extravagants. Milady suivi de Monsieur Zéro, nouvelles (N.R.F., 1936)
- L’Homme pressé, roman (Gallimard, 1941 ; экранизирован в 1977 Эдуаром Молинаро)
- Feu M. le Duc, nouvelles (Genève, Milieu du Monde, 1942)
- Le bazar de la Charité, nouvelle (Genève, Club des bibliophiles, 1944)
- À la Fleur d’Oranger, nouvelles (Vevey, Éditions de la Table Ronde, 1945)
- Le Dernier Jour de l’Inquisition, nouvelles (Vevey, la Table Ronde, 1946)
- Montociel, Rajah aux Grandes Indes, roman (Genève, Éditions du Cheval Ailé, 1947)
- Le Dernier Jour de l’Inquisition (Vevey, La Table Ronde, 1947)
- Le Flagellant de Séville, roman (Fayard, 1951)
- Le Coucou et le Roitelet(Éditions du Tambourinaire, 1954)
- Hécate et ses chiens, roman (Flammarion, 1954)
- La Folle amoureuse, nouvelles (Stock, 1956)
- Fin de siècle, nouvelles (Stock, 1957)
- Le Prisonnier de Cintra (1958)
- Tais-toi, roman (Gallimard, 1965)
- Nouvelles du cœur (Gallimard, 1965)
- Nouvelles des yeux (Gallimard, 1965)
- Les Écarts amoureux, nouvelles (Gallimard, 1974)
- Nouvelles complètes, Gallimard, Bibliothèque de la Pléiade, 2 tomes (éd. Michel Collomb, 1992);
- Romans, Gallimard, Bibliothèque de la Pléiade (éd. Michel Collomb)

### Эссе и портреты писателей
- De la vitesse (Éditions Kra, 1929)
- 1900 (Les Éditions de France, 1931; Flammarion, 1942)
- Papiers d’identité (Grasset, 1931)
- Le Réveille-matin (Grasset, 1936)
- Apprendre à se reposer (Flammarion, 1937)
- L’heure qu’il est (Grasset, 1938)
- Isabeau de Bavière (Les Éditions de France, 1939)
- Vie de Maupassant (Flammarion, 1942)
- Excursions immobiles (Flammarion, 1944)
- Adieu à Giraudoux (Porentruy, Aux Portes de France, 1944)
- Première visite à Marcel Proust (Genève, éditions du Cheval Ailé, 1948)
- Dostoïevsky, annonciateur de l’Europe russe, essai (Genève, éditions Pierre Cailler, 1948)
- Giraudoux. Souvenirs de notre jeunesse (Genève, La Palatine, 1948)
- Le Visiteur du soir. Marcel Proust (1949)
- Katherine de Heilbronn de Kleist (1956)
- Fouquet ou Le Soleil offusqué, biographie (Gallimard, 1961; coll.Folio/Histoire, 1985)
- Monplaisir… en littérature (Gallimard, 1967)
- Monplaisir… en histoire (Gallimard, 1969)
- Discours de réception à l’Académie française (Gallimard, 1969)
- L’Allure de Chanel (Hermann, 1976)

### Путевые очерки и портреты городов
- Rien que la Terre (Grasset, 1926 ; Plon, 1929; Bruxelles, édition du Nord, 1929)
- La Semaine de Bath (Champion, 1925);
- Siam (Aux Aldes, 1926)
- Le Voyage (Hachette, 1927)
- Tableaux de Paris (Émile-Paul, 1927)
- Syracuse USA (Grasset, 1928)
- Paris-Tombouctou' (Flammarion — La Rose des Vents, 1928)
- Hiver Caraïbe (Flammarion, La Rose des Vents, 1929)
- New York (Flammarion, 1930, 1931)
- New York, le Jour et la Nuit (Flammarion, 1930)
- Route de Paris à la Méditerranée (Firmin-Didot, 1931)
- Air Indien (Grasset, 1932)
- A.O.F. de Paris à Tombouctou (Flammarion, 1932)
- Paris de nuit, c 60 фотографиями БрассайБрассая (Paris, Arts et Métiers Graphiques, 1933)
- Londres (Plon, 1933)
- Bucarest (Plon, 1934)
- Croisière du yacht Alphée (Y Cotnareanu, 1935)
- Rond-point des Champs-Élysées (Grasset, 1935)
- La Route des Indes (Plon, 1935)
- Méditerranée, mer des surprises (Mame, 1938)
- Florence que j’aime (éditions Sun, 1959)
- Bains de mer, bains de rêve (Lausanne, Guilde du Livre, 1960)
- Le nouveau Londres, suivi de Londres (Plon, 1962)
- Majorque (Barcelone, Noguer, 1963)
- Le Portugal que j’aime (éditions Sun, 1963)
- Venises (Gallimard, 1971).
- D’autres Venise(Nicolas Chaudun, 2010)
- Rhin et Danube (Nicolas Chaudun, 2011)
- Bains de soleil (Nicolas Chaudun, 2011
- So british ! (Nicolas Chaudun, 2012)

### Хроники
- Papiers d’identité (Grasset, 1931)
- Mes débuts (Grasset, 1933)
- Rond-Point des Champs-Élysées (1935)
- Réflexes et Réflexions (Grasset, 1939)
- Chroniques de l’homme maigre (Grasset, 1940)
- Propos des 52 semaines (Milieu du Monde, 1942)
- L’eau sous les ponts (Grasset, 1954)

- Левис и Ирэн, роман. Л.: Мысль, 1924. (То же: М. — Л.: Гиз, 1926).
- Хищники. Л.-М.: Петроград, 1924. — 120 с., 5 000 экз.
- Открыто ночью. М.: Круг, 1926.
- Ночь в Портофино-Кульме, рассказ. М. — Л.: Гиз, 1927.
- Ночи. Новеллы. М.: Госиздат, 1927.
- Живой Будда, роман. М.: Круг, 1927.
- Шестидневная ночь, новеллы. М.: Гиз, 1927.
- Рейнские развлечения, рассказы. М.: Огонек, 1927.
- Чёрная магия, рассказы. М.: Огонек, 1929.
- Венеции. СПб.: ИНАПРЕСС, 2002. — 224 с.
- Парфэт де Салиньи. Левис и Ирэн. Живой Будда. Нежности кладь. М.: Терра-Книжный клуб, 2003.
- Аллюр Коко Шанель. СПб.: Лимбус Пресс; Изд-во К.Тублина, 2010.

## Память о Моране
Книги Морана иллюстрировали крупные художники — Андре Лот, Дюфи, Паскин, Боннар, Андре де Сегонзак и др. Музыку на его стихи писал Равель.
Его портреты оставили Жак-Эмиль Бланш, Мари Лорансен, Жан Кокто, Валентина Гюго, его бюст принадлежит Арно Брекеру.
Тому, как престарелый Моран домогался кресла в академии, посвящён роман Полин Дрефюс «Наконец-то бессмертный» (2012, Премия двух маго).